# (142) Polana
Pour les articles homonymes, voir Polana.
(142) Polana est un astéroïde de la ceinture principale découvert par Johann Palisa le 28 janvier 1875.